# Якубовський Ізраїль Семенович
Ізраїль Семенович Якубовський (26 жовтня 1924, Черкаси — 10 квітня 1944) — радянський офіцер, Герой Радянського Союзу, в роки радянсько-німецької війни командир взводу протитанкових рушниць 6-го гвардійського стрілецького полку 2-ї гвардійської стрілецької дивізії 56-ї армії Північно-Кавказького фронту, гвардії молодший лейтенант.

## Біографія
Народився 26 жовтня 1924 року в місті Черкаси в родині робітника. Єврей. Закінчив дев'ять класів Черкаської трудової школи № 2. Працював слюсарем на машинобудівному заводі.
У 1942 році призваний до лав Червоної Армії Самаркандським райвійськкоматом. У 1943 році закінчив Ташкентське кулеметне училище. У боях радянсько-німецької війни з вересня 1943 року. Воював на Північно-Кавказькому фронті.
10 квітня 1944 Ізраїль Семенович Якубовський загинув у бою під селом Смоліци Биховського району Могильовської області, де й похований.
Указом Президії Верховної Ради СРСР від 16 травня 1944 року за зразкове виконання бойових завдань командування і проявлені при цьому мужність і героїзм гвардії молодшому лейтенанту Ізраїлю Семеновичу Якубовському посмертно присвоєне звання Героя Радянського Союзу.
Нагороджений орденом Леніна, медалями.

## Вшанування пам'яті
У місті Черкаси є вулиця Якубовського.